# William Symington
William Symington  (Leadhills, outubro de 1763 — Londres, 22 de março de 1831) foi um engenheiro e inventor escocês. Construiu o primeiro barco a vapor prático, o Charlotte Dundas.